# Марічка Падалко
Марічка Падалко (Марія Володимирівна Падалко, 26 лютого 1976, Київ) — українська телеведуча, журналістка. Ведуча ТСН на телеканалі «1+1».

## Життєпис
Народилася в Києві 26 лютого 1976 року. Батько — перекладач з англійської, мати — викладачка іноземних мов. Закінчила спеціалізовану мовну школу.
За освітою лінгвістка. У 1998 році закінчила Київський лінгвістичний університет за спеціальністю англійська та німецька мови.
Студенткою за програмою обміну Уряду США (Freedom Support Act) навчалася на факультеті журналістики Університету штату Флорида. Там у місцевій газеті отримала перший журналістський досвід. У 1999 році провела кілька місяців стажування в Українській службі BBC у Лондоні. У жовтні 1999 року вперше потрапила на телебачення.

## Кар'єра
На телебачення потрапила випадково, в цьому їй допомагала олімпійська чемпіонка зі спортивної гімнастики Лілія Подкопаєва. У 1996 році Падалко дивилась Олімпіаду в Атланті, де слідкувала за виступами Подкопаєвої. Випадково Подкопаєва та Падалко переїхали жити до одного будинку, де вони познайомились.
Одного разу до Подкопаєвої приїхали телевізійники з «Першого національного телеканалу» і Падалко познайомилась з ними. Вона на той час мала доступ до інтернету та володіла англійською, тому могла отримувати інформацію, наприклад, про матчі Ліги чемпіонів, раніше, ніж телевізійники через телетайп. Так, Падалко почала телефонувати журналістам та диктувати рахунки з інтернету. Потім пішла на практику у програму «Світ спорту» і після вирішила залишитись на телебаченні.

### Робота на 1+1
Працює на телеканалі «1+1» з 26 червня 2002 року. Спочатку працювала ведучою спортивних новин «Проспорт». З 2006 року — ведуча ТСН. З Юрієм Горбуновим вела недільну ранкову програму «Сніданок+», що була в ефірі з 2006 по 2008 рік. З 2009 по 2010 рік була ведучою ранкового шоу «Сніданок з 1+1». Пізніше вела рубрику «Матусин щоденник» у цій програмі.
З 3 травня 2012 року веде випуски ТСН в рамках ранкового шоу «Сніданок з 1+1». Спочатку з Мариною Леончук, потім з Єгором Гордєєвим, згодом з зі Святославом Гринчуком. Також є ведучою програми «Марічкин кінозал», де розповідає дітям про мультфільми. У 2009 році брала участь у танцювальному шоу «Танцюю для тебе».

## Особисте життя
У шлюбі з журналістом, громадсько-політичним діячем Єгором Соболєвим, народила сина Михайла (2007), доньку Марія (2008) та Катерину (2010).

## Громадська діяльність
У 2016 році взяла участь у зйомці для благодійного календаря «Щирі. Спадщина», присвяченого українському народному костюму та його популяризації. Проєкт було реалізовано зусиллями ТЦ «Домосфера» та комунікаційної агенції Gres Todorchuk. Усі кошти від реалізації календаря було направлено на допомогу українським музеям, зокрема Музею народної творчості Михайла Струтинського та Новоайдарському краєзнавчому музею.
Критикувала українських чоловіків, котрі не захищають Україну на фронті.